# 台中魚市場
台中魚市場位於中華民國台中市南屯區環中路，是台灣第二大、中台灣最大的魚類批發市場，每天漁貨交易額約新台幣700萬元、50噸。由臺中市政府與中華民國全國漁會共同持股的台中魚市場股份有限公司經營。

## 歷史
民國40年（1951年），由臺中市政府、省漁會共組「台中市魚市場管理委員會」；民國75年（1986年），改組「台中魚市場股份有限公司」；民國111年（2022年），成立新鮮魚產品零售中心「販魚所」。

### 爭議
2022年1月春節前夕，由於中市魚類公會和台中魚市場的年休日未達成共識，部分承銷商1月13日可能不進場，台中市政府農業局表示會進行協調。

## 拍賣魚貨
主要分為9個拍賣區：
| 區別 | 拍賣區        | 主要魚貨                         |
| ---- | ------------- | -------------------------------- |
| 1    | 大尾魚區      | 大型深海魚類                     |
| 2    | 近海魚2區     | 近海魚類                         |
| 3    | 近海魚3區     | 近海魚類                         |
| 4    | 近海魚4區     | 近海魚類                         |
| 5    | 保麗龍區(2線) | 保麗龍包裝魚貨                   |
| 6    | 澎湖區        | 澎湖近海保麗龍魚貨               |
| 7    | 養殖魚區      | 國內養殖魚類                     |
| 8    | 虱目魚區      | 虱目魚、烏魚、烏仔魚、蝦類等     |
| 9    | 活魚區        | 吳郭魚、草魚、鯉魚、土虱、鯰魚等 |